# Аулов Олексій Іванович
Олексі́й Іва́нович Ау́лов (* 28 жовтня 1949 — 5 червня 2014) — український поет. Член Національної спілки письменників України від 1995 року.

## Біографія
Народився в селі Сурково Большетроїцького району Бєлгородської області РСФСР (нині — Шебекінського району Бєлгородської області).
Шкільні роки Олексія пройшли в смт Безлюдівка Харківської області.
У 1979 році закінчив історичний факультет Харківського університету. Працював у друкарні, був муляром, журналістом, заступником директора літературного фонду, викладав історію у школі.
Член Національної спілки письменників України від 1995 року.
Помер 5 червня 2014 року. Похований в смт Безлюдівка.

## Творчість
Писав російською та українською мовами.
Автор поетичних збірок:
- «Довіра» (рос. «Доверие», 1992) — збірник ліричних поезій
- «Хвалькуватий пуголовок» (рос. «Хвастливый головастик», 1992) — збірник лірики, гумору й сатири для дітей
- «Аезія» (рос. «Аэзия», 1994)
- «Бумбастик»
- «Трабай»
- «Безлюдівське перехрестя»
- «Небезпечна зачіска»
- «Тарас між нас»
- «Є!»
- «Тік-так» (рос. «Тик-так»)
- «Брат» (вірші, пісні, переклади).

Також писав музику на свої вірші та вірші інших поетів. Усі твори публікував у Харкові.